# Samson (gorilla)
 For alternative betydninger, se Samson (flertydig). (Se også artikler, som begynder med Samson)
Samson (ca. 1970 - 23 juli 2015) var en vestlig lavlandsgorilla (Gorilla gorilla gorilla) kendt fra DR dokumentarserien ”Bag kulisserne i Zoo”.
Samson blev født vild og kom til Danmark fra Cameroun i 1972 kun cirka to år gammel. Efter en årrække i København Zoo blev han i 1998 flyttet til Givskud Zoo. Han var flokkens alfahan og en vigtig del af avlsprogrammet. Han blev således far til otte unger, hvoraf flere selv har fået unger.
Samson fik 2013 konstateret et forstørret venstre hjerteforkammer og døde formentlig af hjerteproblemer 23. juli 2015.